# Płocki Hufiec Harcerzy
Płocki Hufiec Harcerzy – jednostka terytorialna Północno-Wschodniej Chorągwi Harcerzy ZHR, powstała 28.09.1998 r. z przekształcenia Związku Drużyn Ziemi Płockiej. Zrzesza męskie drużyny ZHR działające na terenie Płocka i okolic.

## Poprzedni Komendanci Hufca[2]
- Ks. phm. Adam Pergół
- phm. Tomasz Dobkowski
- Ks. phm. Tadeusz Jabłoński [od brak danych do 30.06.2005]
- phm. Andrzej Felczyński [od 30.06.2005 do 03.05.2006]
- p.o. hufcowego  pwd. Dariusz Orlikowski [od 03.05.2006 do 13.12.2007]
- phm. Damian Wierkiewicz [od 13.12.2007 do brak danych]
- p.o. hufcowego pwd. Dariusz Orlikowski
- phm. Dariusz Małecki [od 22.02.2011 do 16.02.2012]
- hm. Albert Dyna [od 16.02.2012 do 10.11.2013]
- phm. Łukasz Matracki [od 10.11.2013 do 29.09.2014]
- phm. Damian Wierkiewicz [od 29.09.2014 do 16.01.2015]
- phm. Przemysław Lichnowski [od 16.01.2015 do 04.10.2016 ]
- p.o. hufcowego pwd. Michał Domagała [od 04.10.2016 do 26.05.2017]
- phm. Damian Wierkiewicz [od 26.05.2017 do 20.06.2019]
- p.o. hufcowego pwd. Wojciech Derkowski [od 20.06.2019 do 29.10.2020]
- phm. Damian Wierkiewicz [od 29.10.2020 - 19.03.2022]
- phm. Przemysław Lichnowski [19.03.2022 - obecnie]

## Komenda Płockiego Hufca Harcerzy[3]
Komendant Hufca - phm. Przemysław Lichnowski HR
Przewodniczący Kapituły Harcerza Orlego – phm. Michał Kacprzak HR

## Drużyny Płockiego Hufca Harcerzy[4]
- 3 Płocka Drużyna Harcerzy „Pneuma” im. płk. Jana Kilińskiego – Piotr Siczek HO
- 6 Płocka Drużyna Harcerzy „Dębowe Bractwo” im. św. Ojca Pio – Ćw. Bartosz Miecznik
- 1 Szczawiński Samodzielny Zastęp Harcerzy – Ćw. Miłosz Ambroziak

Na terenie hufca działają dwa Szczepy:
- Szczep 3. Płockich Drużyn Harcerskich, Wędrowniczych i Zuchowych "SKARPA" – Komendant Szczepu - phm. Przemysław Lichnowski HR
- Szczawiński Szczep Drużyn Harcerskich i Zuchowych – Komendant Szczepu - hm. Marian Żuchniewicz HR